# Метари
Метари (енгл. Metairie) насељено је место без административног статуса у америчкој савезној држави Луизијана.

## Демографија
По попису из 2010. године број становника је 138.481, што је 7.655 (-5,2%) становника мање него 2000. године.
| Група             | 2000.           | 2010.           |
| Белци             | 119.535 (81,8%) | 100.280 (72,4%) |
| Афроамериканци    | 9.984 (6,8%)    | 14.374 (10,4%)  |
| Азијати           | 4.041 (2,8%)    | 4.507 (3,3%)    |
| Хиспаноамериканци | 10.595 (7,3%)   | 17.447 (12,6%)  |
| Укупно            | 146.136         | 138.481         |